# Cort Bergman
Cort Hjalmar Bergman, född 2 september 1838 i Fjelie socken, Malmöhus län, död 5 april 1916 i Ängelholm, var en svensk borgmästare.
Bergman blev student vid Lunds universitet 1858, avlade hovrättsexamen 1861 och blev vice häradshövding 1867. Han blev borgmästare i Ängelholms stad 1876 samt var ombudsman vid Engelholms sparbank från 1880 och tillsyningsman vid kronohäktet i Ängelholm från 1885.
Farbror till författaren Hjalmar Bergman.